# Arotes pammae
Arotes pammae là một loài tò vò trong họ Ichneumonidae.